# 11-я флотилия подводных лодок кригсмарине
11-я флотилия подводных лодок кригсмарине — подразделение военно-морского флота нацистской Германии.

## История
Одиннадцатая флотилия подводных лодок кригсмарине была сформирована в мае 1942 года с базой в норвежском городе Бергене. Её командиром стал фрегаттен-капитан Ганс Кохауш. Первоначально целью размещения подводных лодок в Норвегии была защита от возможной высадки союзников, которая привела бы к прекращению поставок железной руды в Германию из Скандинавии. Позднее лодки 11-й флотилии выходили в походы из норвежских портов на перехваты конвоев из Великобритании и США в СССР с поставками по ленд-лизу. Достигнутые результаты были намного ниже, чем у субмарин в Атлантике, но это отчасти компенсировалось тем, что все транспортные корабли шли с военными грузами для Советской армии, что повышало ценность каждого корабля. Также подлодки выполняли метеорологические наблюдения, чрезвычайно важные для действий авиации, проверяли состояние ледовой границы, размещали метеорологические станции на островах в северных морях. Некоторые лодки осуществляли походы к сибирским берегам с целью атаки кораблей, следующих северным морским путём.
В состав 11-й флотилии вошло некоторое количество лодок, перебазировавшихся из расформированных флотилий, дислоцировавшихся во Франции. Группа субмарин 11-й флотилии участвовала в атаке на конвой PQ-17, при этом U-255 потопила четыре судна из восьми, записанных в той операции на счёт подводников. В конце войны на вооружение флотилии начали поступать новейшие «электролодки» типов XXI и XXIII, таким образом, 11-я флотилия стала единственной в кригсмарине успевшей получить на вооружение лодки типа XXI.
3 мая 1945 года U-2511 вышла на боевое дежурство первой среди лодок типа XXI, направляясь в Карибское море. 4 мая всем подводным лодкам был передан приказ гросс-адмирала Дёница о прекращении боевых действий. Через несколько часов после получения приказа U-2511 обнаружила группировку британских военных кораблей, незамеченной подошла к тяжёлому крейсеру «Норфолк» на расстояние 500 метров и произвела учебную атаку, оставаясь незамеченной. После условной атаки лодка удалилась в подводном положении со скоростью 16 узлов и возвратилась в Берген 5 мая.
В мае 1945 года, после капитуляции Германии, флотилия была расформирована и большинство остававшихся лодок были впоследствии потоплены британским флотом в рамках операции «Дэдлайт».

## Состав
В разные годы через 11-ю флотилию прошли 189 подводных лодок, в том числе:
| Тип     | Количество |
| ------- | ---------- |
| VIIC    | 121        |
| VIIC/41 | 49         |
| IXC/40  | 2          |
| XB      | 1          |
| XXI     | 6          |
| XXIII   | 10         |